# 11:11 (álbum de Sasha)
11:11 es el quinto álbum de larga duración (y sexto en su carrera como solista) de la mexicana Sasha Sokol lanzado al mercado en 1997 por la compañía Sony bajo su sello Columbia. Este disco fue producido por Mildred Villafañe y la misma Sasha. "11:11" refleja un sonido pop con matices alternativos, donde figuras como Julieta Venegas, Jorge Reyes , Juan Pablo Manzanero y Nacho Mañó , entre otros, convergen su talento con el de la ex Timbiriche, para materializar un recorrido musical adelantado a su época. El álbum incluye cortes como "Ya no te extraño", "En la ciudad", "Alma húmeda", "Si con mi voz pudiera" y "Penélope", entre otros, los cuales convierten a este material, en un disco de culto entre el público.
Es uno de los álbumes más exitosos de la carrera de Sasha y a su vez uno de sus más arriesgados musicalmente hablando.

## Temas
| N.º | Título                                            | Escritor(es)                                                         | Duración |  |
| 1.  | «Las voces del agua»                              | Jorge Reyes / Sasha Sokol                                            | 5:19     |  |
| 2.  | «Alma húmeda»                                     | Julieta Venegas / Sasha Sokol                                        | 3:03     |  |
| 3.  | «Si con mi voz pudiera...»                        | Juan Pablo Manzanero / Mildred Villafañe / Sasha Sokol               | 3:38     |  |
| 4.  | «En la ciudad (In Liverpool)»                     | Suzanne Vega / Adap. Mildred Villafañe / Sasha Sokol                 | 4:27     |  |
| 5.  | «Ya no te extraño... (You didn't kiss me)»        | A. Kravat / C. Pettus / Adap. Mildred Villafañe / Sasha Sokol        | 3:32     |  |
| 6.  | «Serás el aire»                                   | Juan Pablo Manzanero / Adap. Mildred Villafañe / Sasha Sokol         | 5:06     |  |
| 7.  | «Me faltas tú»                                    | Juan Pablo Manzanero / Mildred Villafañe / Sasha Sokol               | 4:48     |  |
| 8.  | «Penélope»                                        | N. Maño / Sasha Sokol                                                | 6:12     |  |
| 9.  | «Mi primer día sin ti (Un premier jour sans toi)» | Nino Ferrer / C. Le Friant / / Adap. Mildred Villafañe / Sasha Sokol | 5:23     |  |
| 10. | «Canción de luna (Para Manuela)»                  | Jorge Reyes / Sasha Sokol                                            | 2:47     |  |
| 11. | «Omhaidakhandi»                                   | O. Hagen / Transcripción y traducción: Uma Thukral                   | 5:51     |  |